# 글램 록
글램 록(Glam rock)은 록의 일종으로, 영국에서 1970년대 초반에 등장한 음악 형식이다. 글램 록 밴드의 가수와 연주자는 아주 별나게 옷을 입고, 화장을 하며, 머리 모양을 꾸민다. 특히 이들은 밑창이 나무나 코르크로 되어 단단한 부츠를 신고 반짝이 옷을 입는다. 글램 록 멤버들의 화려한 의상과 스타일은 종종 동성애적이거나 양성애적이며, 때로 젠더 역할을 새롭게 보는 시각과 연결된다.